# Medaille van het Japanse Rode Kruis
De Medaille van het Japanse Rode Kruis werd gesticht om verdiensten voor het Japanse Rode Kruis te belonen. De ronde medaille toont op de voorzijde een Kruis van Genève, het symbool van het Rode Kruis binnen een als een lauwerkrans vormgegeven ring van Japanse symbolen; de bamboe, de bloem van de Paulowniaceae en de neerdalende ho-o'. Op de keerzijde staat een Japanse inscriptie.
Dames droegen de medaille aan een strik. De bevestiging van de medaille aan het lint is opvallend zwaar uitgevoerd.

## Geschiedenis
Deze onderscheiding van het Japanse Rode Kruis werden voor het eerst uitgereikt in juni 1888. Japanse onderdanen, buitenlanders en vrouwen kunnen de medaille ontvangen. De medailles voor vrouwen zijn identiek aan die van mannen, maar net als bij andere Japanse medailles worden zij aan een strik op de linkerschouder in plaats van een lint op de linkerborst gedragen.
Er zijn verschillende lidmaatschapsmedailles. De meest voorkomende is de reguliere lidmaatschap medaille, die is 30 millimeter in diameter, met het embleem van de vereniging op de voorzijde en op de keerzijde de tekst "Meiji 21e jaar (de officiële Japanse datering van het jaar 1888) Japan Rode Kruis". De medaille wordt in zilver geslagen maar in de oorlogsjaren werden ook legeringen met een laag gehalte zilver en aluminium gebruikt.
Voor verdienste in de Japans-Russische oorlog werd een aan een gesp bevestigde medaille uitgereikt. Er werden herdenkingsmedailles geslagen met tussen lint een medaille een verhoging in de vorm van een groot geëmailleerd rood kruis.
Na de Tweede Wereldoorlog werd de reguliere lidmaatschap medaille alleen nog maar in aluminium geslagen. Vóór de Tweede Wereldoorlog werd een indigoblauwe, later een groene rozet gedragen op het lint van mensen die levenslang lid van het Japanse Rode Kruis waren geworden. De medaille wordt toegekend aan degenen die een jaarlijkse donatie van ten minste 300 Japanse yen geven. De Rode Kruis lidmaatschap medaille is dunner dan een militaire of andere officiële onderscheiding.
In april 1956 werd de "Gouden Medaille voor Speciaal Lidmaatschap van het Japanse Rode Kruis" ingesteld voor mensen die meer hebben bijgedragen dan 10.000 yen. De medaille werd geslagen in zilver. Op de zeer verfijnd uitgevoerde medaille zijn het kruis van Genève, de bamboe, de pawlonia en de ring van ho-o' verguld. Ook de ring en de bevestiging aan het lint zijn verguld. Op het lint draagt men bij deze medaille een 22 millimeter breed rozet in de kleuren van het lint.
Een bijzondere variatie van de lidmaatschapsmedaille werd na de Russisch-Japanse Oorlog uitgereikt. Deze medaille werd zonder een ingewonnen keizerlijke sanctie door het Rode Kruis verleend. De medaille is 30 millimeter breed en werd geslagen in brons. Op de keerzijde staat de tekst "Meiji 37-8 jarige oorlog Herinneringsmedaille Japan Rode Kruis". Het lint is identiek aan dat van de andere Japanse Rode Kruis medailles. Waarschijnlijk werd deze medaille alleen toegekend aan buitenlanders. Vaak staat op de bevestiging de aanduiding "herdenkingsmunt".
Het lint waaraan de medailles hangen is altijd 37 millimeter breed en van rode gewaterde zijde. De twee strepen zijn van zilver, bij vroege linten van indigoblauw en in de latere exemplaren die tijdens de regering van de Showa-keizer werden verleend lichtblauw.
In Frankrijk geslagen exemplaren van deze medaille kunnen worden herkend door hun bal-en-ring ophanging. De Japanse medailles zijn in de bal vastgeklemd.